# 里斯本 (俄亥俄州)
里斯本（Lisbon）是美国俄亥俄州哥伦比亚纳县森特镇区的一个村，是哥伦比亚纳县的县城。2010年人口普查时人口为2821人。 里斯本位于俄亥俄州塞勒姆小都会统计区，以及更大的马霍宁山谷都会区的南部地区。

## 历史
哥伦比亚县法庭所在地最初被称为新里斯本，直到1895年，这个名字在1803年被刘易斯·金尼列为俄亥俄州的第二个城镇。 该村庄以葡萄牙首都里斯本命名。1825年，新里斯本成立为一个村。